# Chignin
Chignin é uma comuna francesa na região administrativa de Auvérnia-Ródano-Alpes, no departamento da Saboia. Estende-se por uma área de 8.32 km². Em 2010 a comuna tinha 983 habitantes (densidade: 118,1 hab./km²).